# ورزشگاه بیشوپسگیت
ورزشگاه بیشوپسگیت (به لاتین: Bishopsgate) یک ورزشگاه فوتبال در جمهوری ایرلند است که در لانگفورد واقع شده‌است.